# (196640) Mulhacén
(196640) Mulhacén est un astéroïde de la ceinture principale.

## Description
(196640) Mulhacen est un astéroïde de la ceinture principale. Il fut découvert le 17 septembre 2003 à Heppenheim par Felix Hormuth. Il présente une orbite caractérisée par un demi-grand axe de 2,80 UA, une excentricité de 0,05 et une inclinaison de 7,3° par rapport à l'écliptique.

## Compléments